# Assis Brasil
Assis Brasil este un oraș în unitatea federativă Acre (AC) din Brazilia.
Conform recensământului din 2007, Assis Brasil avea o populație de 5,531 de locuitori. Assis Brasil are o suprafață de 2,876 km². 